# Таш-Єлга (Янаульський район)
Таш-Єлга́ (рос. Таш-Елга, башк. Ташйылға) — присілок у складі Янаульського району Башкортостану, Росія. Входить до складу Новоартаульської сільської ради.
Населення — 79 осіб (2010; 61 у 2002).
Національний склад:
- башкири — 62 %
- татари — 38 %